# M 05-ös út (Ukrajna)

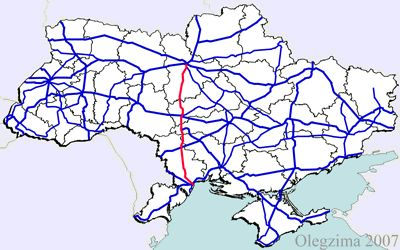
Az M 05 autópálya

Az M 05 egy ukrán autópálya, az E95 európai út (Szentpétervár–Pszkov–Homel–Kijev–Odessza … Samsun–Merzifon) része.
Az út Kijevtől Bila Cerkvát és Umanyt érintve jut el Odesszáig. Az út neve 1991 előtt M20 volt. A fővárost a Fekete-tenger keleti medencéjének ukrán partvidékével összekötő legfőbb közút, emellett fontos tranzitút a Baltikum és a Balkán között. Hossza 453,3 km, felhajtó szakaszokkal együtt 478 km.

## Története
Építése 1926-ban kezdődött el. 1960-ra készült el az irányonként egy-egy 7,5 m széles sávból álló főút. Az 1966–2002 között folyt felújítás során a Kijev és Zsaskiv közötti 138 km-es, valamint a Cservonoznamjanka és Odessza közötti 81 km-es szakaszát kétszer kétsávosra bővítették.
Az Ukrán Legfelsőbb Tanács 2003-ban fogadott el határozatot a Kijev–Odessza főút autópályává fejlesztéséről, melynek részeként a Zsaskiv és Cservonozanmjanka közötti 219 km-es szakaszt is kétszer kétsávosra bővítették. Az építési munkálatok még 2003-ban elindultak. Ukrán építő vállalatok mellett részt vettek a projektben belarusz, finn, német, orosz és török cégek is. Az építés a 219 km-es hosszon egyszerre 118 szakaszon indult el. Az útépítésre az ukrán állam 480 millió USD-s hitelt vett fel a Deutsche Banktól. A gyors kivitelezés eredményeként a részben elkészült autópályát 2004. október 23-án adták át a forgalomnak, de a 219 km-es szakaszból csak 16,4 km-t fejeztek be teljesen, a többi részén hiányzott az út legfelső kopórétege. Az autópályához 11 hidat építettek. Az útfelület kétszer két, egyenként 7,5 m széles sávból áll, köztük 6 m széles elválasztó sávval. Az útpálya számított megengedett legnagyobb terhelhetősége 11 t, az útpálya által biztosított legnagyobb megengedett sebesség 140 km/h.
A 2005 elején hivatalba lépett új ukrán kormány az útépítés teljes befejezése mellett döntött. Ehhez további 100 millió USD-s hitelt vett fel az ukrán állam. Az építési munkálatok folyamatban vannak.

## Egyes szakaszai és fontosabb csomópontjai
- Kijev
- Hlewacha
- Vaszilkiv
- Hrebinki
- Bila Cerkva
- Sztaviscse (idáig autópálya, innentől Odesszáig gyorsforgalmi út)
- Zsaskiv
- Umany – Az autópálya Umany mellett kelet felől halad el. Ott keresztezi az N 16 jelű (Umany–Szmila–Cserkaszi–Zolotonosa) főutat, valamint az E50 európai autóút részeként is funkcionáló M 12 főutat. Az az autópálya mellett fekvő leghíresebb látványosság az Umanyban található, Stanisław Szczęsny Potocki által 1796-ban alapított Szofijivka-park.
- Uljanovka
- Krive Ozero
- Ljubaskiva
- Troji'ke
- Cservonoznamjanka
- Odessza